# Machiko Kubota
Machiko Kubota (japanisch 久保田 真知子 Kubota Machiko; * 18. März 2003) ist eine japanische Skispringerin.

## Werdegang
Machiko Kubota startete zum ersten Mal am 3. und 4. August 2019 in Ljubno im FIS-Cup, wo sie die Plätze 16 und 12 belegte. Einige Tage später debütierte sie am 8. August 2019 im polnischen Szczyrk im Continental Cup, wo sie den 18. Rang erreichte und damit zugleich auch ihre ersten Continental-Cup-Punkte holte.
Am 18. August 2019 startete Kubota in Frenštát pod Radhoštěm erstmals im Grand Prix. Hier belegte sie den 29. Platz, womit sie in der abschließenden Saison-Gesamtwertung mit zwei Punkten auf Platz 44 lag.

## Statistik

### Grand-Prix-Platzierungen
| Saison | Platz | Punkte |
| ------ | ----- | ------ |
| 2019   | 044.  | 002    |

### Continental-Cup-Platzierungen
| Saison  | Platz | Punkte |
| ------- | ----- | ------ |
| 2019/20 | 094.  | 013    |